# برمون أملس
برمون أملس (الاسم العلمي: Lates stappersii) (بالإنجليزية: Sleek lates)‏ هو نوع من الأسماك يتبع جنس البرمون من الفصيلة البرمونية.